# Özer Enes Soylu
Özer Enes Soylu (* 10. März 2000 in Hamburg) ist ein türkischer Fußballtorhüter.

## Karriere
Soylu spielte für die Jugendmannschaft des Vereins Adana Torosspor und gehörte ab 2011 der Nachwuchsabteilung von Adanaspor an. Hier erhielt er 2018 einen Profivertrag und gehörte fortan auch dem Profikader an. Sein Profidebüt gab er am 4. Mai 2018 in der Erstligabegegnung gegen Eskişehirspor.